# Фігурне катання на зимових Олімпійських іграх 1948
Змагання з фігурного катання на Зимових Олімпійських іграх 1948 проходили в трьох дисциплінах: чоловіче та жіноче одиночне катання та в парах. Змагання проходили з понеділка 2-го по суботу 7 лютого 1948 року в Санкт-Моріц на природній ковзанці Олімпійського ковзанярського стадіону (нім. Eisstadion Badrutts Park).
Наймолодшим фігуристом на Олімпіаді-1948 була британка Дженніфер Нікс (15 років та 300 днів), а найстаршим — данець Пер Кок-Клаузен (35 років та 132 днів).

## Календар
| • | Церемонія відкриття | • | Основна програма | • | Фінальні змагання | • | Церемонія закриття |

| січень/лютий              | 30 Пт | 31 Сб | 1 Нд | 2 Пн | 3 Вт | 4 Ср | 5 Чт | 6 Пт | 7 Сб |
| ------------------------- | ----- | ----- | ---- | ---- | ---- | ---- | ---- | ---- | ---- |
| чоловіче одиночне катання |       |       |      | •    |      |      | •    |      |      |
| жіноче одиночне катання   |       |       |      |      | •    |      | •    | •    |      |
| парне катання             |       |       |      |      |      |      |      |      | •    |
| церемонії                 | •     |       |      |      |      |      |      |      | •    |

## Країни-учасниці
У змаганні брало участь 64 фігуристів (27 чоловіків та 37 жінок) з 12 країн (12/11).
- Австрія (10: чоловіків — 4; жінок — 6)
- Бельгія (3: чоловіків — 2; жінок — 1)
- Угорщина (6: чоловіків — 2; жінок — 4)
- Велика Британія (9: чоловіків — 3; жінок — 6)
- Данія (1: чоловіків — 1; жінок — 0)
- Італія (2: чоловіків — 1; жінок — 1)
- Канада (4: чоловіків — 1; жінок — 3)
- Норвегія (3: чоловіків — 1; жінок — 2)
- США (9: чоловіків — 5; жінок — 4)
- Чехословаччина (7: чоловіків — 3; жінок — 4)
- Франція (3: чоловіків — 1; жінок — 2)
- Швейцарія (7: чоловіків — 3; жінок — 4)

## Медальний залік

### Таблиця
| Місце  | Країна          | Золото | Срібло | Бронза | Загалом |
| ------ | --------------- | ------ | ------ | ------ | ------- |
| 1      | Канада          | 1      | 0      | 1      | 2       |
| 2      | Бельгія         | 1      | 0      | 0      | 1       |
| 2      | США             | 1      | 0      | 0      | 1       |
| 4      | Австрія         | 0      | 1      | 1      | 2       |
| 5      | Угорщина        | 0      | 1      | 0      | 1       |
| 5      | Швейцарія       | 0      | 1      | 0      | 1       |
| 7      | Велика Британія | 0      | 0      | 1      | 1       |
| Усього | Усього          | 3      | 3      | 3      | 9       |

### Медалісти
| Дисципліна                | Золото                                 | Срібло                              | Бронза                                       |
| ------------------------- | -------------------------------------- | ----------------------------------- | -------------------------------------------- |
| чоловіче одиночне катання | Дік Баттон · США                       | Ганс Гершвілер · Швейцарія          | Еді Рада · Австрія                           |
| жіноче одиночне катання   | Барбара Енн Скотт · Канада             | Ева Павлік · Австрія                | Жаннетт Альтвегг · Велика Британія           |
| парне катання             | Мішелін Ланнуа · П'єрр Боньє · Бельгія | Андре Кекеші · Еде Кірай · Угорщина | Сюзанна Морроу · Воллес Дістельмеєр · Канада |